# Нестум
Нестум (пол. Niestum) — село в Польщі, у гміні Цеханув Цехановського повіту Мазовецького воєводства.
Населення — 375 осіб (2011).
У 1975-1998 роках село належало до Цехановського воєводства.

## Демографія
Демографічна структура станом на 31 березня 2011 року:
|          | Загалом | Допрацездатний вік | Працездатний вік | Постпрацездатний вік |
| -------- | ------- | ------------------ | ---------------- | -------------------- |
| Чоловіки | 187     | 48                 | 128              | 11                   |
| Жінки    | 188     | 39                 | 116              | 33                   |
| Разом    | 375     | 87                 | 244              | 44                   |